# Fatehpur Chaurasi
Fatehpur Chaurasi è una suddivisione dell'India, classificata come nagar panchayat, di 5.424 abitanti, situata nel distretto di Unnao, nello stato federato dell'Uttar Pradesh. 